# Хацкевич, Степан Фёдорович
Степа́н Фёдорович Хацке́вич (бел. Сцяпан Фёдаравіч Хацкевіч; 28 июля (1 августа) 1910, деревня Поречье, Мозырский уезд, Минская губерния — 27 июля 1979) — советский актёр, заслуженный артист БССР (1963).

## Биография
Родился в деревне Поречье Мозырского уезда Минской губернии (в настоящее время — Пуховичский район Минской области). Профессию актёра получил в драматической студию при Наркомате просвещения БССР. С 1933 года в работал в БДТ-2, затем в 1937 году перешёл в БДТ-1.
Среди ролей Хацкевича — Лявон Зяблик в «Раскиданном гнезде» Янки Купалы, Клещ в «На дне» Максима Горького, Ферчайлд в «Что тот солдат, что этот» Бертольта Брехта. Также снимался в кино и на телевидении, сыграл в фильмах «Волны Чёрного моря», «Миколка-паровоз», «Руины стреляют…», «Человек не сдаётся».